# 馬烈霸部落

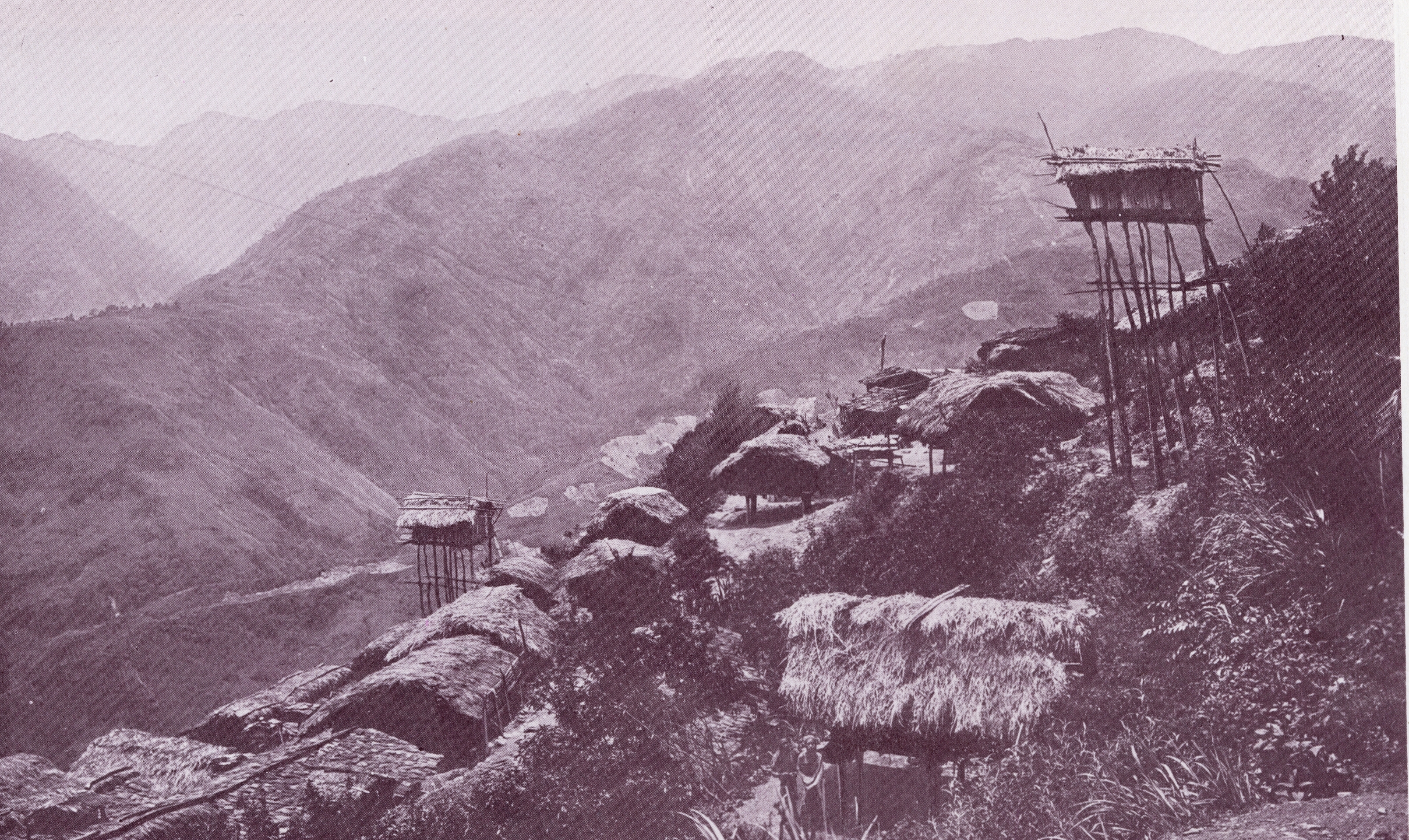
本部落在日本時代之樣貌。

馬烈霸部落，又名新望洋，為臺灣南投縣仁愛鄉力行村的一處泰雅族部落。

## 地理
馬烈霸部落位處真列巴山（圖曼山）山腰，西邊為帖比倫溪、南邊為瑞岩溪，兩溪於山腳匯聚為北港溪。部落道路依照山勢而規劃，大致上分為上、中、下部落。
起初族人居住於現址下游北港溪沿岸，後因人口增加和溪流改道，遷居至今新望洋公墓附近。民國65年（1976年），該地地質開始出現下陷、滑坡等情形，經測量後建議搬遷至西南方地質較為穩定之處，遂在此重新規劃道路並播遷族人。

## 名稱由來
目前馬烈霸部落名稱起源主要有兩種說法，目前的名稱為日治時期昭和年間所定名。
- 高地說：泰雅族語malipa有地勢高聳之意，因部落較其他北港溪流域部落（瑞岩、紅香）為高，故得名。[4]

- 豆筴說：依據「臺灣總督府蕃族調查報告書」記載，起初馬烈霸蕃由Kmuyuw（莫瑤）、Plmwan（畢魯莫岸）、Mkbabu（莫古巴波）三社組成，後莫瑤社遭遇災荒，族人被迫以豆筴維生，因此他社以kripa（豆莢之意）戲稱，後訛傳轉化為Maripa。[5]

- 種豆說：Kmuyuw（莫瑤）社泰雅族人自古種植皇帝豆，亦銷往其他部落，其他泰雅族人稱其為Sukay Repa（意為好吃的豆子），後與北港溪流域部落字首Ma做結合，稱Marepa。[3]

馬烈霸部落又名「新望洋」，為大正元年（1912年）時任隘勇線前進隊長依田勝雄警部見馬烈霸部落可看見壯麗雲海，猶如大洋，故取名為「望洋」。民國65年（1976年）政府執行遷村，便將新址命名為「新望洋」。

## 歷史

### 抗日活動
明治42年（1909年），台灣總督府開始執行「霧社方面隘勇線前進後續行動」，計畫征討北港溪上游諸社，遭到馬烈霸族人反抗。三月於今力行二號橋處擊退日軍，然受制於日方後續增援。五月被迫談和，並於社內建立警察駐在所。
明治44年（1911年），日警開始拆除骨架（專為放置首級之櫃）和收繳槍枝計畫，遭遇族人反對。
大正元年（1912年），總督府執行「白狗隘勇線前進行動」，將隘勇線推進至北港溪上游，並沿線設立警戒所。
大正二年（1913年）八月，Plmwan（畢魯莫岸）社發起反抗活動，迅速為日警鎮壓，畢魯莫岸社全數滅亡，馬烈霸區域自此逐漸穩定。

### 基督教化
1945年後，首先進入馬烈霸部落傳教的為長老教會太魯閣族籍傳教士，約於1950年代中期完成部落內傳教工作。

## 特殊地標
「三棵樹」位於新望洋公墓一帶，為部落成立之初的地址。相傳昔日因人口成長，原部落無法負荷，故有三兄弟各自帶領部分族人分頭找尋新獵場和土地。臨行前種下三棵櫸樹，象徵泰雅族人本是同源，應當團結一致。此處也是早期部落青年出草後懸掛首級之地，今已有其中一棵櫸樹因颱風而倒塌。
「洋港瀑布」，民國六十一年(1972年)，時任南投縣長林洋港批准興建長達五十四公里的力行產業道路，改善部落交通環境，以利農作物出口。完工後村民為感念林洋港闢路之功，將力行產業道路19公里處之瀑布命名為「洋港瀑布」。

## 傳說軼事
- 「小矮人」根據部落中長老描述，真列巴山山頂附近曾經有過「小矮人」村落，小矮人身高不足三尺，以風為食因此不用吃東西。泰雅族族人便與之商量教導他們烹飪、耕種的技巧，但見小矮人無肛門以供排便，族人遂以鐵條穿刺其臀部，後故事分為兩種說法。

1. 泰雅族人為全矮人進行穿刺，兩三天後小矮人皆死亡，其聚落亦滅絕。
2. 第一位進行穿刺的小矮人不久便死亡，其餘矮人釋放蜜蜂螫咬泰雅族人，泰雅族人為報復趁夜放火焚毀小矮人村落，小矮人遂逃逸消失。[10][11]

其位址現已被開闢為高麗菜田。
- 「女英雄」相傳舊時馬烈霸部落和太魯閣族人交戰，部落內男子悉數出征，僅留下老弱婦孺。少女Tabas Sayong 意識到被偷襲的危險，聚集剩餘族人躲藏至山洞中，並以山羌皮覆蓋洞口周圍，夜時故意在洞口點燈織布，引誘敵人上鉤。太魯閣族戰士見狀一擁而上，惟因山羌皮光滑導致其中十位戰士跌入溪谷，僅一人見形勢有詐而倉皇逃離。白天時少女與剩餘族人合作割下入侵者頭顱，並懸掛於「三棵樹」上，征戰勝利返回的泰雅族人無一不感佩少女的機智和勇敢，遂成為佳話。[11]

## 交通
部落聯外交通主要依靠力行產業道路，可通往紅香、翠峰或霧社地區。